# Endogamie

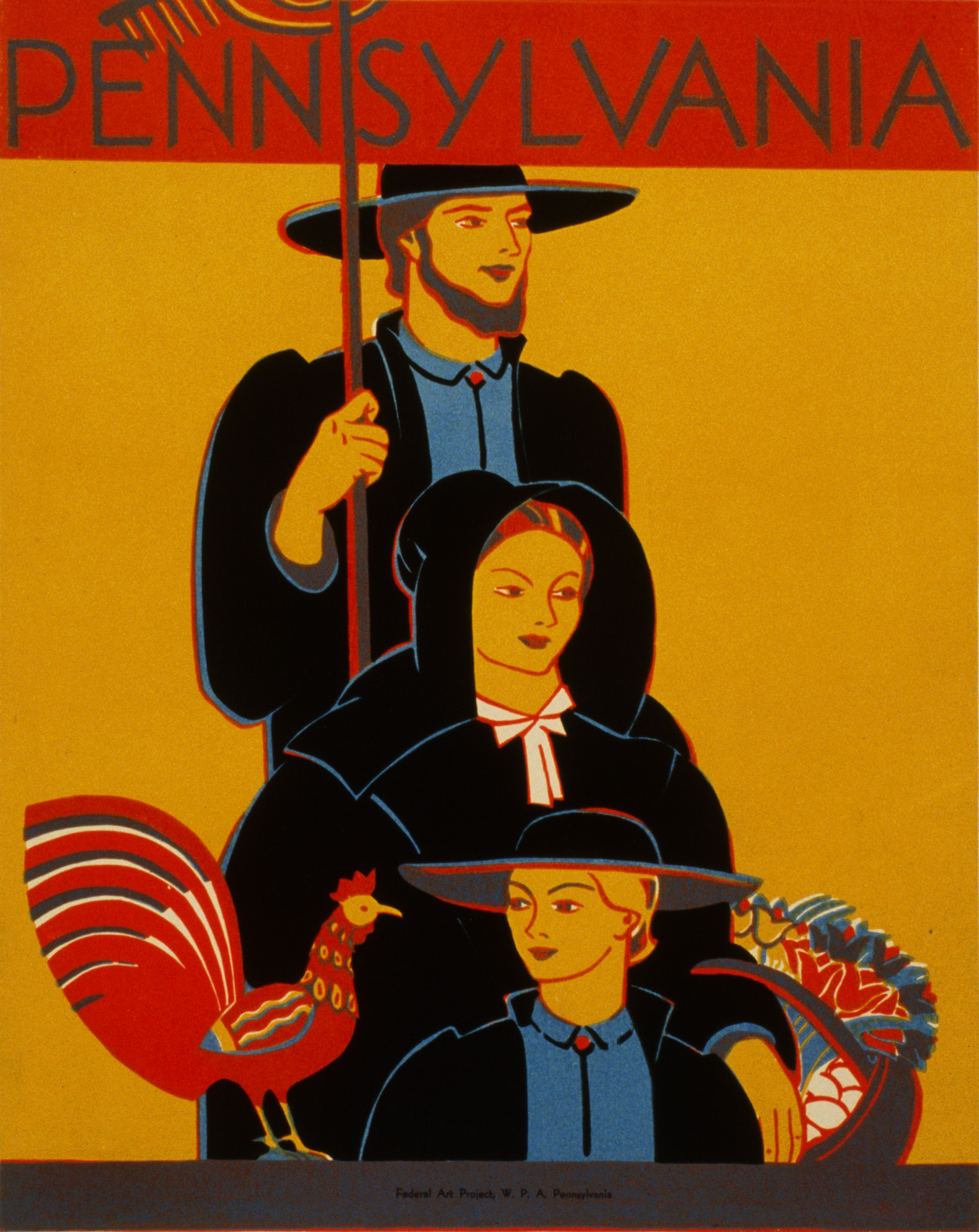
Les Amish de Pennsylvanie pratiquent l'endogamie religieuse (affiche des années 1930).

Par opposition à l'exogamie, l'endogamie est observable dans les sociétés où l'on choisit son partenaire à l'intérieur du groupe (non seulement social — homogamie — mais aussi géographique, professionnel, religieux), à l'exclusion des personnes touchées par un interdit. Elle ne concerne jamais la famille, même si elle pousse à un mariage préférentiel dans le clan.
L'endogamie, pratique observée chez tous les peuples de la Terre[réf. souhaitée], consiste à choisir prioritairement et majoritairement son futur conjoint à l'intérieur soit :
- de l'aire géographique dont on fait partie (endogamie géographique) ;
- de la classe sociale à laquelle on appartient (endogamie sociale) ;
- du métier que l'on exerce (endogamie professionnelle) ;
- de la religion que l'on pratique (endogamie religieuse) ;
- de la communauté dont nous faisons partie (endogamie ethnique).

## Formes d'endogamie

### Endogamie géographique
La démographie historique a démontré que jusqu'au XIXe siècle, le conjoint était choisi dans 80 à 90 % des cas dans un rayon de 8 à 10 km. C'est-à-dire les deux heures que mettait à pied le jeune homme pour aller courtiser sa fiancée. Les flux matrimoniaux peuvent être freinés par de mauvaises voies de communication, ou par tout obstacle naturel (montagne, fleuve…). L'aire géographique initiale (8 à 10 km) s'est accrue au fil du temps en fonction par exemple de changements sociaux (la démocratisation de l'enseignement a favorisé les rencontres à l'école) ou du développement des voies et moyens de communication.

### Endogamie sociale
Elle est dictée par des motifs plus économiques que sentimentaux. C'est la volonté de deux familles d'unir leurs enfants ou, à défaut de conjoints, de renforcer ou maintenir la position économique de leur entreprise ou leur statut social. C'est le mariage arrangé ou forcé dans les classes possédantes. Chez les classes moins aisées, l'endogamie sociale est pratiquée faute de pouvoir s'affranchir de sa condition ; elle est appelée « homogamie ».

### Endogamie professionnelle
Le mariage se fait de préférence au sein d'un groupe professionnel souvent d'élite. C’est ainsi qu'à Liège (Belgique) les filles des armuriers travaillant à domicile épousaient généralement des apprentis de leur père.[Quand ?]

### Endogamie religieuse
C'est le fait de se marier entre personnes de la même religion.

## Reproduction
L'endogamie peut être décriée lorsqu'il s'agit de consanguinité (communément les alliances entre cousins pour raison matérielle ou culturelle).